# Verbascum killasii
Verbascum killasii är en flenörtsväxtart som beskrevs av Bruegg.. Verbascum killasii ingår i släktet kungsljus, och familjen flenörtsväxter. Inga underarter finns listade i Catalogue of Life.